# Acanthocephalus breviprostatus
Acanthocephalus breviprostatus är en hakmaskart som beskrevs av Kennedy 1982. Acanthocephalus breviprostatus ingår i släktet Acanthocephalus och familjen Echinorhynchidae. Inga underarter finns listade i Catalogue of Life.